# Concarneau Cornouaille Agglomération
Die Concarneau Cornouaille Agglomération ist ein französischer Gemeindeverband mit der Rechtsform einer Communauté d’agglomération im Département Finistère in der Region Bretagne. Der Gemeindeverband wurde am 30. Juli 1994 gegründet und besteht aus neun Gemeinden. Der Verwaltungssitz befindet sich in der Stadt Concarneau.

## Mitgliedsgemeinden
| Gemeinde                             | Einwohner 1. Januar 2022 | Fläche km² | Dichte Einw./km² | Code INSEE | Postleitzahl |
| ------------------------------------ | ------------------------ | ---------- | ---------------- | ---------- | ------------ |
| Concarneau                           | 20.632                   | 41,08      | 502              | 29039      | 29900        |
| Elliant                              | 3.379                    | 70,30      | 48               | 29049      | 29370        |
| Melgven                              | 3.388                    | 51,17      | 66               | 29146      | 29140        |
| Névez                                | 2.721                    | 25,37      | 107              | 29153      | 29920        |
| Pont-Aven                            | 2.796                    | 28,63      | 98               | 29217      | 29930        |
| Rosporden                            | 7.580                    | 57,37      | 132              | 29241      | 29140        |
| Saint-Yvi                            | 3.418                    | 27,05      | 126              | 29272      | 29140        |
| Tourch                               | 1.004                    | 19,70      | 51               | 29281      | 29140        |
| Trégunc                              | 7.094                    | 50,61      | 140              | 29293      | 29910        |
| Concarneau Cornouaille Agglomération | 52.012                   | 371,28     | 140              | –          | –            |